# Mercado Libre
Mercado Libre (llamada Mercado Livre en portugués; a veces abreviada como MeLi o ML) es una empresa multinacional de origen argentino dedicada al comercio electrónico presente en Iberoamérica. Fundada el 2 de agosto de  1999, cuenta con operaciones en 18 países: Argentina, Bolivia, Brasil, Chile, Colombia, Costa Rica, Ecuador, El Salvador, Guatemala, Honduras, México, Nicaragua, Panamá, Paraguay, Perú, República Dominicana, Uruguay y Venezuela. En 2022, se convirtió en la primera compañía argentina en ingresar a la clasificación de las cien compañías más valiosas del mundo, según la consultora Kantar. En 2023, logró entrar en el listado de las cien empresas más influyentes del mundo de la revista estadounidense Time Magazine. Su oficina central se encuentra en el World Trade Center en Montevideo, Uruguay.

## Origen

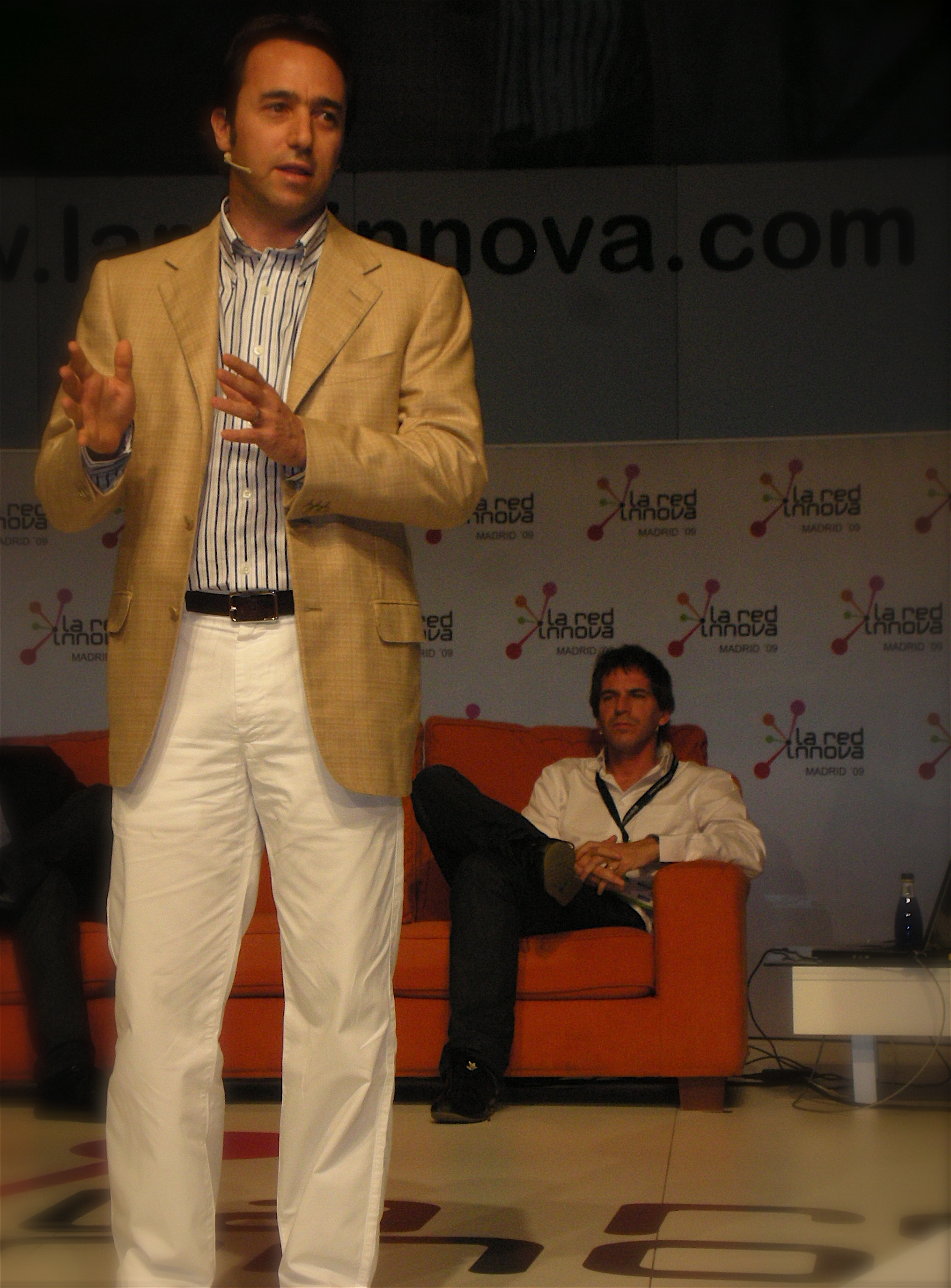
Marcos Galperín en 2009.

Mercado Libre fue fundado por Marcos Galperin. Ideó la plataforma en marzo de 1999, mientras trabajaba para obtener su diploma de maestría en Administración de Empresas en la escuela de negocios de la Universidad de Stanford en los Estados Unidos. Fue patrocinado por YPF para realizar este posgrado mientras era empleado en el sector de finanzas de la compañía. Sin embargo, durante su tiempo en la universidad, la compañía Repsol adquirió YPF, y el departamento donde Galperin se desempeñaba cerró. Fue entonces cuando Galperin inició un proceso de tres meses de investigación y asesoramiento con otros profesores, durante el cual analizó la posibilidad de crear un mercado en línea en Latinoamérica. Fue su profesor de finanzas, Jack McDonald, quien lo ayudó a conseguir su primer inversionista: John Muse.
Una vez obtenido su diploma se dedicó a conformar la compañía, la cual fue presentada en sociedad el 2 de agosto de 1999, expandiéndose rápidamente a los siguientes países: Argentina, Brasil, Colombia, Chile, Ecuador, México, Perú, Uruguay y Venezuela.
Mercado Libre tuvo dos rondas de financiamiento, aunque no sin dificultades. Según Galperin: “No había firmas de capital de riesgo locales y las internacionales ni siquiera querían mirar a América Latina”.La primera ronda fue en noviembre de 1999 y la segunda en mayo de 2000. Las rondas incluyeron a los siguientes socios: JP Morgan Partners, Flatiron Fund, Hicks, John Muse, Tate & Furst, Goldman Sachs, Fondo CRI, Banco Santander Central Hispano y GE Equity. En palabras de Galperin a Time Magazine: “Tuvimos que crearlo todo desde cero. La logística para el comercio electrónico y la infraestructura para los pagos digitales: tuvimos que crearlo todo. Algunos de nuestros competidores internacionales, como eBay y Amazon, crecieron desde el principio. Curiosamente, hemos empezado a crecer a un ritmo mucho más rápido después de nuestro 21 aniversario. Estamos democratizando las finanzas y el comercio en América Latina. Es una historia de éxito de la noche a la mañana que ha llevado más de dos décadas”.

## Expansión
A dos años de su lanzamiento, en octubre de 2001, Mercado Libre firmó un acuerdo con eBay mediante el cual eBay se convirtió en el principal accionista de la compañía, Mercado Libre tomó las operaciones de iBazar de Brasil y ambas compañías se convirtieron en socias exclusivas para América Latina.
En noviembre de 2005, MercadoLibre.com adquirió operaciones de DeRemate.com en Brasil (en donde era llamado originalmente Arremate.com), Colombia, Ecuador, México, Perú, Puerto Rico, Uruguay y Venezuela.
A finales de 2006, Mercado Libre comenzó a operar en Costa Rica, Panamá y República Dominicana. En agosto de 2007, Mercado Libre realizó su oferta pública inicial de acciones en el NASDAQ.
El 22 de enero de 2008, Mercado Libre adquirió el 100% de CMG Classified Media Group, Inc., o CMG y sus subsidiarias. CMG y sus subsidiarias operan como una plataforma de avisos clasificados en línea dedicada principalmente a la venta de automóviles a través de la página de www.tucarro.com en Venezuela, Colombia y Puerto Rico, y de inmuebles a través de la página de www.tuinmueble.com en Venezuela, Colombia, Panamá, los Estados Unidos, Costa Rica y las Islas Canarias. El 27 de agosto de 2008, MercadoLibre.com adquirió operaciones de DeRemate.com en Argentina y Uruguay, y DeReto.com en México y Colombia.
En 2007, Mercado Libre informó que cancelaría en efectivo US$ 22 millones, además de un pagaré por los restantes US$ 18 millones a DeRemate. Con la operación, Mercado Libre pretendió expandir en forma importante su participación en el mercado chileno, además de reafirmar sus negocios en Argentina, Colombia y México. Las transacciones de DeRemate en Chile y Argentina fueron por US$ 95 millones en 2007.
En 2010, Mercado Libre facturó 216 millones de dólares. El 18 de marzo de 2011, la empresa inauguró sus nuevas oficinas en Buenos Aires, y alcanzó los 52 millones de usuarios registrados.
En 2011, la empresa hizo la transición de su plataforma a la tecnología de código abierto. La transición permitió a los desarrolladores de interfaces de aplicaciones (API) ampliar las soluciones y los servicios de la plataforma. En 2013, Mercado Libre lanzó MeLi Commerce Fund, dedicado a invertir en nuevas empresas de tecnología que crean software utilizando las API de Mercado Libre. En agosto de 2016, el fondo había invertido 1,5 millones de dólares en 15 empresas de Argentina, Brasil y México.
En 2014, Mercado Libre adquirió Portal Inmobiliario, un sitio web chileno de anuncios clasificados. Al año siguiente hizo lo propio con Metroscúbicos.com, el portal inmobiliario del Grupo Expansión en México.
En 2016, Mercado Libre reubicó su sede en Brasil en la ciudad de São Paulo. En marzo de 2016, Mercado Libre anunció su expansión a Córdoba, Argentina con su nuevo centro de software. En octubre, abrió su primera oficina colombiana en Bogotá. Fue el cuarto centro de atención al cliente de la empresa en Latinoamérica. Los otros centros de atención al cliente de la empresa se encuentran en Argentina, Brasil y Uruguay.

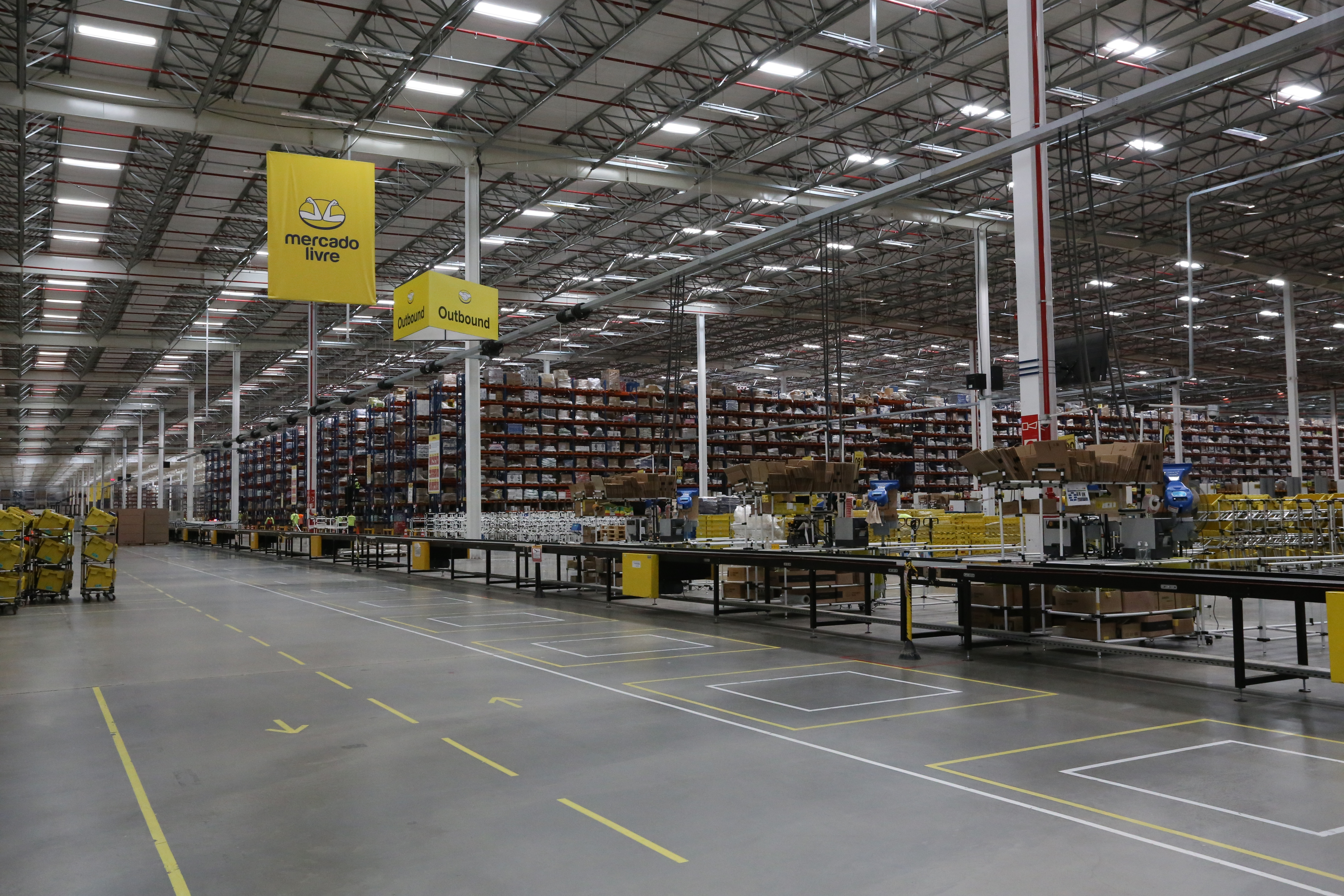
Centro de distribución de Mercado Libre en São Paulo, Brasil.

Para 2017, la valoración bursátil de la compañía superó holgadamente a YPF, y para julio del mismo año a la red social Twitter. La subida en sus acciones fue del 20%, y su valoración bursátil en el Nasdaq superó los USD 12 700 millones.
En 2019, Mercado Libre abrió sus primeros centros logísticos en Argentina, Brasil y México.
En febrero de 2020, se anunció que Galperin dejaría su puesto como director ejecutivo de la filial argentina de la compañía. Stelleo Passos Tolda, quien se desempeñaba como COO de la empresa, fue nombrado como el nuevo presidente de la S.A. Argentina. También se anunció la renuncia al puesto de vicepresidente de Pedro Arnt, quien se desempeñaba como CFO de la empresa. Al mismo tiempo, se comunicó la designación de Osvaldo Giménez como vicepresidente. Hasta entonces, Giménez se desempeñaba como vicepresidente ejecutivo de Mercado Pago.
Durante la pandemia por el COVID-19, Mercado Libre apalancó no sólo la actividad de los negocios sino también la generación de empleo en Latinoamérica. La plataforma fue la principal fuente de ingresos de casi 900.000 familias en la región, a la vez que facilitó el comercio a 500.000 pequeñas y medianas empresas. De acuerdo a un estudio de Euromonitor Internacional, en ese período Mercado Libre generó empleo e impacto positivo en 17 sectores de la economía, especialmente en la logística, con más de 2.000 pequeñas y medianas empresas en la región que prestan servicios al ecosistema del comercio electrónico y los servicios financieros. Dicho estudio concluyó que el 84% del medio millón de empresas que forman parte de la plataforma consiguió expandir sus ventas hacia otras regiones y atraer nuevos clientes el año pasado pese a los graves efectos económicos de la pandemia.
En marzo de 2020, Mercado Libre anunció nuevos centros logísticos en Chile y Colombia. En junio de 2020, Mercado Libre anunció un nuevo centro de software en Colombia.
En el primer trimestre de 2021, Mercado Libre tomó posiciones por US$ 7.8 millones como reserva de valor en criptomonedas, una posición chica en relación con la tesorería de la empresa pero significativa como apuesta a futuro.
A principios de 2022, Mercado Pago se conectó con Paxos, empresa con trayectoria en la compra, venta y custodia de criptomonedas, para ofrecer la función a usuarios de Brasil y México. Luego, eso se extendió en marzo de 2023 a los usuarios de Chile mediante otro socio, Ripio.
El 19 de abril de 2022, Mercado Libre confirmó su llegada a Ecuador. La compañía informó su intención de inaugurar oficinas en el país andino, así como un centro de distribución.
En 2025, Mercado Libre anunció su primer centro de operaciones en Perú, con capacidad para almacenar 90 000 productos, y que permitirá realizar entregas locales en 24 horas.

## Funcionamiento
Los usuarios pueden vender y comprar tanto productos nuevos como usados a un precio fijo, además de que se ofrecen servicios privados. Mercado Libre también posee un servicio llamado Mercado Pago, una plataforma de cobro a los compradores, y pagos y abonos a los vendedores. Su oficina central se encontraba en Buenos Aires, Argentina hasta 2021. Desde 2021, y según lo indicado en su reporte anual, su oficina central ahora está ubicada en el World Trade Center en Montevideo, Uruguay.
Un estudio elaborado por Euromonitor International analizó el impacto socioeconómico de Mercado Libre en algunos de los países donde opera: Chile, Argentina, Brasil, Colombia y México. Durante 2020, el ecosistema completo de la empresa, tanto en términos de comercio electrónico como de servicios financieros digitales, generó sustento económico para 900 000 familias en toda Latinoamérica y generó un aporte significativo en generación de empleo, crecimiento económico, inclusión financiera y transformación digital. Se generaron 6 nuevos empleos por hora de forma directa e indirecta. Según el mismo reporte, se comercializaron un total de 500 000 PyMEs ese año a través de la plataforma.

## Negocio
Mercado Libre es el principal e-commerce de Latinoamérica. En la plataforma ofrecen sus productos pequeñas y medianas empresas, productores, fabricantes, importadores, emprendedores, minoristas, mayoristas, individuos particulares, concesionarios, etc. Para vender en Mercado Libre es necesario registrarse en el sitio y completar un formulario de venta con todos los datos detalles y fotos del producto que se ofrece. 13.500 tiendas o marcas oficiales trabajan con Mercado Libre para vender sus productos.
Mercado Libre tiene cuatro opciones para publicar:
- Productos
- Vehículos
- Inmuebles
- Servicios

Dentro de cada una de las opciones, existen diferentes precios asociados.
Para publicar productos, existen 3 opciones de publicaciones:
- Básica (gratuita): dependiendo del tipo de publicación si el usuario vende usados, puede publicar en gratuito hasta alcanzar las 20 ventas en el último año. Si el usuario vende nuevos, puede publicar hasta alcanzar las 5 ventas en el último año.
- Clásica (con costo): se cobra una comisión por venta de productos que superen un precio mínimo determinado por la plataforma, dicha comisión depende entre otras cosas de su reputación y de la categoría del producto.
- Premium (con costo): se cobra una comisión por venta de productos que superen el precio mínimo determinado por la plataforma, dicha comisión depende entre otras cosas de su reputación y de la categoría del producto. Este tipo de publicación brinda al vendedor la posibilidad de ofrecer financiación a sus compradores.

Los compradores solo deben registrarse en el sitio, buscar los productos o servicios que necesitan y hacer clic en el botón "comprar”. Vendedor y comprador reciben los datos de su contraparte vía correo electrónico para que se contacten y perfeccionen la transacción.
Luego, ambos pueden calificarse para contarle al resto de la comunidad de usuarios cual fue su experiencia en cuanto a su contraparte, el producto y la transacción. El sistema de calificaciones permite a los compradores conocer la trayectoria de los vendedores dentro del sitio.
El Sistema de Reputación de Mercado Libre cambió durante 2019.
Se calcula la reputación con base a la experiencia que le brinda el vendedor a sus compradores y el color más fiable es el verde, mientras que el color menos fiable es el rojo. Por eso, cuando se alcanzan las primeras 10 ventas, estas son las variables que se tienen en cuenta para calcularla:
- Para ser vendedor en nivel verde: las ventas con reclamos no podrán superar el 2% del total de ventas.
- Para ser vendedor en nivel amarillo: las ventas con reclamos no podrán superar el 4% del total de ventas.
- Para ser vendedor en nivel naranja: las ventas con reclamos no podrán superar el 7% del total de ventas.

Tiempo en entregar los productos al correo:
- Para ser vendedor en nivel verde: el tiempo de despacho con demora no podrá superar el 15% del total de ventas.
- Para ser vendedor en nivel amarillo: el tiempo de despacho con demora no podrá superar el 20% del total de ventas.
- Para ser vendedor en nivel naranja: el tiempo de despacho con demora no podrá superar el 30% del total de ventas.

Los vendedores en nivel rojo superan todos los porcentajes en ventas con reclamos y tiempo en despacho con demora.
Cuando el vendedor utilice Mercado Envíos, se comparará su tiempo con el de los vendedores de cada categoría. Si lo envía dentro de 24 horas hábiles nunca afectará su reputación, de lo contrario figurará como demorado, afectando su reputación.
Además de la plataforma de comercio electrónico Marketplace, Mercado Libre tiene otras cinco divisiones de negocio:
- Mercado Pago es su negocio fintech. Ofrece procesamiento de cobros en línea y presenciales a comercios de todo tipo; una cuenta digital gratuita y tarjeta para individuos; créditos y seguros.[41]
- Mercado Coin es la cripto de Mercado Libre y es la nueva forma de recompensar a sus usuarios por la compra de determinados productos. Cuantas más compras de productos seleccionados realizan, más Mercado Coins reciben. Sirve para realizar compras en el marketplace, y se podrá comprar o vender por moneda local desde la app de Mercado Pago.[42]
- Mercado Ads es la plataforma de publicidad de Mercado Libre.[43] La empresa ha lanzado a su vez Mercado Libre Vídeos que permite que los vendedores de la plataforma puedan generar contenido en videos verticales de hasta un minuto de duración para promocionar productos.[44]
- Mercado Shops es una herramienta diseñada para desarrollar tiendas en línea dentro de la plataforma.[45][46]
- Mercado Crédito es la línea de crédito de la empresa.[47][48]
- Mercado Envíos es el servicio de envío que ofrece la plataforma con las principales empresas de paquetería nacionales.[49]

Adicionalmente, Mercado Libre cuenta con aplicaciones y consultoras certificadas que permiten ampliar las funcionalidades existentes en este marketplace por el uso de una API oficial. Entre estos servicios destaca, la conexión y sincronización entre tiendas WooCommerce con Mercado Libre.
También los usuarios pueden pagar una suscripción llamada Nivel 6 (actualmente, Meli+), que otorga distintos beneficios, como envíos gratis. En 2020, Nivel 6 se usó también para poder suscribirse a Disney+ para toda Latinoamérica y, en septiembre de 2021, a un mes del lanzamiento de la plataforma Star+ en toda Latinoamérica, también se usó el paquete para poder suscribirse al llamado “Combo+”, que era una fusión de Disney+ y Star+. En 2025, Nivel 6 cambió su nombre a Meli+, que es el mismo paquete pero ya renovado.

## Controversias y críticas

### Fallos judiciales a favor de Mercado Libre por contenidos de terceros
1.) El 22 de marzo de 2018, la Cámara Nacional de Apelaciones en lo Comercial, Sala “D” de Argentina eximió de responsabilidad a Mercado Libre frente un reclamo iniciado por Esteban Kosten derivado del incumplimiento de una oferta de venta realizada por otro usuario de la plataforma. En su fundamentación, la Cámara concluyó que “no puede imponerse a los prestadores de servicios de mero almacenamiento (hosting) una obligación general de supervisar los datos que transmitan o almacenen, ni una obligación general de realizar búsquedas activas de hechos o circunstancias que indiquen actividades ilícitas.”
2.) El 28 de marzo de 2022, la Cámara Nacional de Apelaciones en lo Civil, Sala “M” eximió de responsabilidad a Mercado Libre por contenidos alojados en la plataforma que la Iglesia Mesiánica Mundial Sekai Kyusei Kyo en Argentina presumió como violatorios a su propiedad intelectual. En su fundamentación, la Cámara concluyó que "...la plataforma no puede ser obligada a supervisar en forma generalizada sus contenidos para identificar a las personas o las informaciones que infringen los derechos de un tercero. Esa obligación recae en el titular de tales derechos, como aquí sucedió con la denuncia y acción promovida por la Iglesia Mesiánica Mundial".

### Amenaza de denuncia de Juan Grabois
En mayo de 2019 en Argentina, Juan Grabois acusó a la empresa de “contrabando, evasión, especulación financiera, abuso al consumidor y competencia desleal”. Sin embargo, debe destacarse que "contrabando y evasión" son delitos, y Grabois no formula ninguna denuncia penal, sino que se refiere a la inclusión de ML en un régimen de promoción para la industria del software desde 2007.

### Portal Municipal Mercado Justo
El 21 de mayo de 2020, la edil del Concejo Deliberante de Rosario, Caren Tepp, hizo público el proyecto aprobado para la creación de una plataforma de comercio electrónico estatal llamada Mercado Justo. Este proyecto generó fuertes controversias debido a la similitud del nombre y el diseño y tipografía del logo del portal municipal con el de Mercado Libre. A octubre de 2024 este portal aún no ha sido implementado, formando parte así de una "montaña de ordenanzas que no se cumplen" según el diario La Capital.

### Conflicto con el Sindicato de Camioneros
El 16 de julio de 2020, el Sindicato de Choferes de Camiones de la Provincia de Buenos Aires fue acusado de bloquear cinco centros de distribución ubicados en Lanús, Parque Patricios, Munro y Sarandí que, a pesar de no ser de la empresa, realizaban tareas de logística para la misma. Esto paralizó la distribución y afectó las entregas de compras realizadas a través de la plataforma. El motivo de la medida del gremio liderado por Pablo Moyano fue el encuadramiento sindical de los empleados que operan en el centro de distribución de Mercado Libre ubicado en Villa Madero. La actividad del sindicato fue calificada como "manifiestamente ilegal" por los empresarios, mientras que para Moyano se trató de una asamblea gremial legítima, ante la cual la empresa decidió cerrar la actividad porque quiere "trabajadores esclavizados y sin derechos".

### Acceso no autorizado
El 7 de marzo de 2022, un grupo de ciberdelincuentes denominado "Lapsus" accedió a los datos de aproximadamente 300 mil usuarios. La multinacional reconoció el episodio y emitió un comunicado en el que informó que "no se encontró evidencia de que los sistemas de infraestructura se hayan visto comprometidos o que se hayan obtenido contraseñas de usuarios, balances de cuenta, inversiones, información financiera o de tarjetas de pago".